# Giuseppe Cindolo
Giuseppe Cindolo (Italia, 5 de agosto de 1945) fue un atleta italiano especializado en la prueba de 10000 m, en la que consiguió ser medallista de bronce europeo en 1974.

## Carrera deportiva
En el Campeonato Europeo de Atletismo de 1974 ganó la medalla de bronce en los 10000 metros, corriéndolos en un tiempo de 28:27.05 segundos, llegando a meta tras el alemán Manfred Kuschmann (oro con 28:25.75 s) y el británico Tony Simmons.